# Jerzy Kaskiewicz

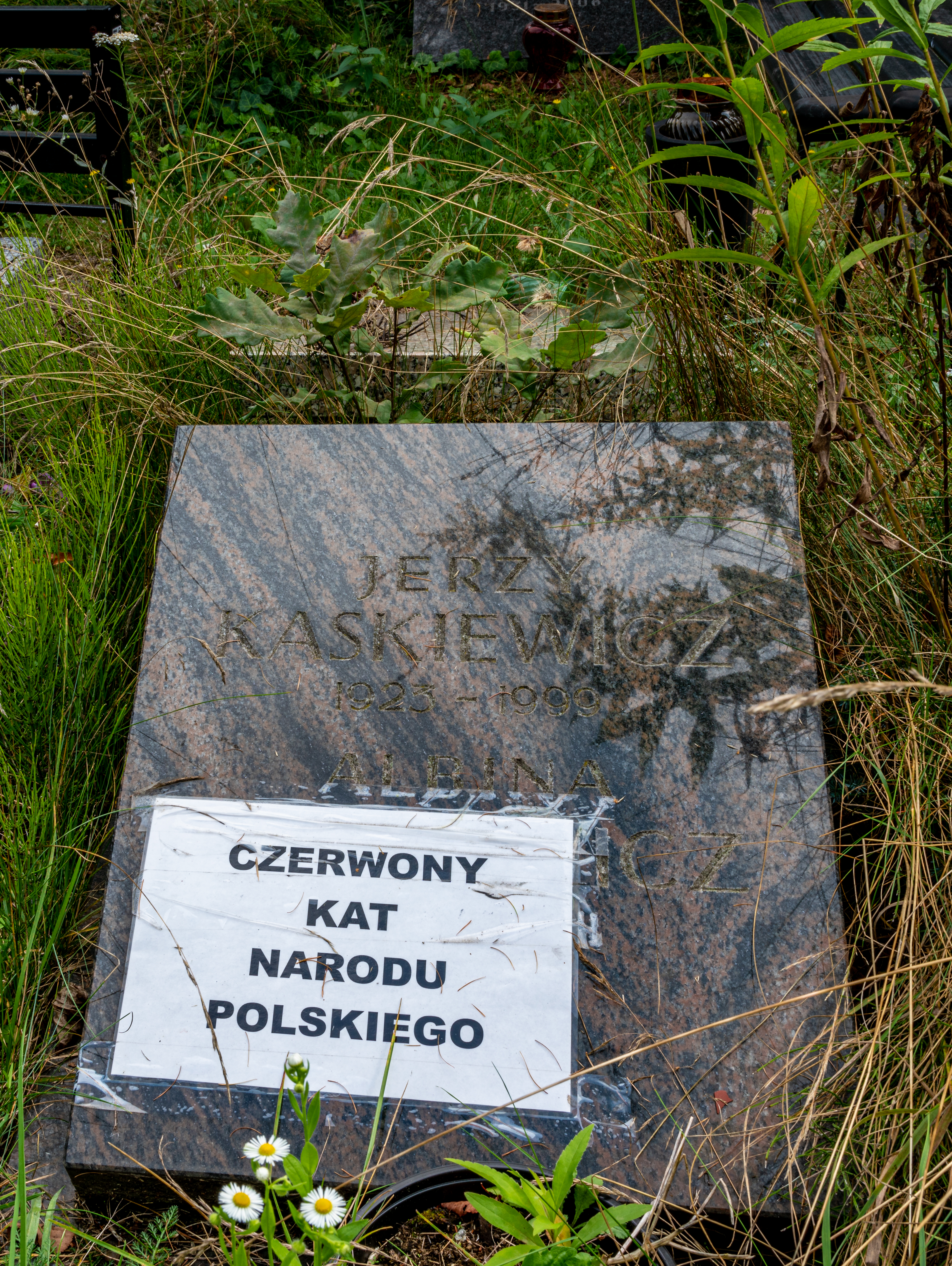
Grób Jerzego Kaskiewicza na cmentarzu Komunalnym Północnym w Warszawie

Jerzy Kaskiewicz (ur. 27 lutego 1923 we wsi Lesiszcze na Wołyniu, zm. 11 grudnia 1999 w Warszawie) – major UB, oficer śledczy, zbrodniarz komunistyczny.
Od 10 sierpnia 1944 funkcjonariusz Komendy Wojewódzkiej MO w Białymstoku, 31 grudnia 1944 przeniesiony do PUBP w Białymstoku, 15 stycznia 1945 do PUBP w Sieradzu, a 26 września 1945 do centrali MBP w Warszawie jako młodszy oficer śledczy Wydziału IV, a od 1947 oficer śledczy Wydziału Śledczego. Absolwent Centralnej Szkoły MBP w Łodzi w 1945. 17 września 1946 odznaczony Srebrnym Krzyżem Zasługi. Od 1949 starszy oficer śledczy Departamentu Śledczego MBP. 1951-1954 starszy oficer śledczy i kierownik sekcji Departamentu X MBP. Przesłuchiwał i torturował m.in. Kazimierza Moczarskiego, stosując m.in. bicie, kopanie, przypalanie, miażdżenie palców.
13 lipca 1955 zwolniony z organów bezpieczeństwa w związku z aresztowaniem. 2 stycznia 1956 skazany przez Sąd Wojewódzki m.st. Warszawy na 4 lata więzienia (na mocy amnestii z listopada 1956 karę obniżono do 2 lat i 8 miesięcy więzienia) za to, że „w okresie 1948–1953 w Warszawie jako oficer śledczy b. Ministerstwa Bezpieczeństwa Publicznego, przekraczając swą władzę stosował wobec tymczasowo aresztowanych przymus fizyczny, polegający na biciu aresztowanych, bezzasadnym osadzaniu w karcerze, poniewieraniu ich godności osobistej, poprzez co działał na szkodę interesu publicznego”. 17 października 1959 zdegradowany.
Pochowany na cmentarzu komunalnym Północnym w Warszawie.